# هاموشية
الهاموشية (الاسم العلمي: Chironomoidea)، فصيلة عليا من الحشرات من رتبة ذوات الجناحين. تضم أربعة فصائل (الذلفاوات، الهاموشيات، المتلاحية، الهاموشيات المنفردة.